# سبنسر هادلي
سبنسر هادلي (بالإنجليزية: Spencer Hadley)‏ هو لاعب كرة قدم أمريكية أمريكي، ولد في 30 أكتوبر 1989 في أوبرلين في الولايات المتحدة.

## وصلات خارجية
- سبنسر هادلي على موقع مرجع كرة القدم المحترفة.كوم (الإنجليزية)